# شون كوكي
شون كوكي (بالإنجليزية: Shaun Cooke)‏ هو لاعب هوكي الحقل جنوب أفريقي، ولد في 20 سبتمبر 1969.

## وصلات خارجية
- شون كوك على موقع الاتحاد الدولي للهوكي (الإنجليزية)
- شون كوك على موقع أوليمبيديا (الإنجليزية)